# Street Fighting Man
"Street Fighting Man" é uma canção da banda inglesa The Rolling Stones, escrita por Mick Jagger e Keith Richards e lançada originalmente no álbum Beggars Banquet, de 1968. Considerada "a mais política canção dos Stones", foi classificada em 301º lugar na lista das 500 melhores canções de todos os tempos da Revista Rolling Stone.

## Origem
Inicialmente intitulada e gravada como Did Everyone Pay Their Dues?, contendo a mesma música mas letra diferente, Street Fighting Man é conhecido como um dos trabalhos de maior inclinação política da dupla Jagger & Richards até hoje. Jagger supostamente a escreveu sobre Tariq Ali, após participar de uma manifestação antiguerra na embaixada dos Estados Unidos em Londres, em 1968, durante a qual a cavalaria da polícia tentou controlar uma multidão de 25 mil pessoas. Ele também teria encontrado inspiração na crescente violência entre os estudantes da Rive Gauche, em Paris, movimento precursor do maio de 1968 na França.
Numa entrevista a Jann Wenner da Rolling Stone em 1968, Jagger declarou:
| “ | "Sim, aquilo foi uma inspiração direta, porque, em contraste, Londres estava muito quieta. Mas não apenas na França, também na América, por causa da Guerra do Vietnam e todas aquelas manifestações. Eu achava que era uma coisa boa na época. Havia toda aquela violência acontecendo. Eles quase derrubaram o governo na França. De Gaulle ficou completamente perdido, como havia feito no passado, e o que fez foi se trancar em casa, no seu país. E então o governo ficou praticamente inativo e a política anti-tumulto francesa foi surpreendente." | ” |

A gravação começa com um riff acústico arranhado e entra na letra que "parece um chamado à revolução".
| “ | Everywhere I hear the sound of marching, charging feet, boy, 'Cause summer's here and the time is right for fighting in the street, boy | ” |

| “ | Hey! think the time is right for a palace revolution, but where I live the game to play is compromise solution. | ” |

| “ | Hey, said my name is called Disturbance; I'll shout and scream, I'll kill the King, I'll rail at all his servants | ” |

| “ | Well now what can a poor boy do, Except to sing for a rock & roll band? Cause in sleepy London Town there's just no place for a street fighting man, no | ” |

## Gravação
A gravação da canção começou em março de 1968 no Olympic Studios em Londres e continuou por maio e junho do mesmo ano. Com Jagger no vocal principal e ele e Richards fazendo o vocal de apoio, Brian Jones usa cítara e tambura na melodia, criando um som distinto. Richards toca guitarra acústica e baixo, este sendo o único instrumento elétrico usado na gravação. Charlie Watts toca bateria e Nicky Hopkins o piano, que tem um som destacado. Dave Mason, do Traffic, toca shehnai nela.
Em 2003, Charlie Watts declarou:
Street Fighting Man foi gravada no cassete de Keith, com um kit de bateria de brinquedo dos anos 30, chamado de London Jazz Kit Set, que eu comprei numa loja de antiguidades e ainda tinha em casa. Ele vinha numa pequena mala e tinha pequenos suportes de arame para você colocar os tambores neles. Eram como pequenos pandeiros sem soalhas. A caixa era fantástica, feita de uma pele muito fina com a esteira de metal logo abaixo da pele superior mas com apenas duas linhas de cola. Keith adorava tocar com os antigos gravadores cassete porque eles sobrecarregavam e quando isso acontecia eles ficavam fantásticos. Geralmente tocávamos em um dos quartos de dormir da turnê, apesar de não ser permitido fazer isso naqueles locais. Keith ficava sentado numa almofada com o pequeno kit perto dele. O som dos tambores era realmente alto comparado com o da guitarra acústica e o ritmo deles entrava direito no som da guitarra. Você sempre tinha uma grande batida.
Sobre o processo de gravação em si, Keith Richards lembra-se:
A faixa básica da música foi gravada num cassete mono com uma sobregravação muito distorcida, num Phillips sem limitadores. Brian está tocando cítara, ela vibra à distância. Ele está segurando notas que você não teria se houvesse uma placa de som, não haveria como colocá-las ali. Mas na gravação do cassete, isso acontece. Vc faz o corte no estúdio e então passa para a fita de gravação e a partir daí se coloca o baixo e a percussão. Se torna realmente uma faixa eletrônica.
Em 1985, Bruce Springsteen comentaria sobre a música, após incluí-la no bis de algumas apresentações de sua turnê Born in the U.S.A.: "aquela frase, 'What can a poor boy do but sing in a rock and roll band?' (O que mais pode um garoto pobre fazer além de cantar numa banda de rock and roll?) é uma das maiores frases do rock and roll em todos os tempos. A canção tem aquela coisa de 'ponta-de-um-precipício' quando você a escuta. Mas é engraçado, você consegue tirar humor dela."
Em entrevistas dadas à revista Rolling Stone, Jagger e Richards expressaram seus sentimentos sobre a canção. Jagger, sobre a importância da música mesmo trinta anos depois de gravada, diz que "não sei se ela tem alguma. Eu nem mesmo sei se ainda deveríamos tocá-la. Eu fui persuadido a colocá-la no set list da Turnê Voodoo Loungue porque ela parecia se encaixar ali, mas não tenho certeza se ela ainda tem alguma repercussão hoje em dia. Na verdade, eu não gosto muito dela." Apesar disso, a canção tem sido constantemente apresentada na maioria das turnês dos Stones pelo mundo. Keith Richards disse em 1971 que "a canção tem sido gravada em milhares de formas diferentes" e falou das vezes em que Mick Jagger foi a demonstrações em Grosvenor Square, em Londres, e foi ameaçado pela polícia. "A canção é realmente ambígua", diz.

## Equipe de gravação
- Mick Jagger - vocais, percussão
- Keith Richards - guitarra acústica baixo elétrico, vocal de apoio
- Brian Jones - sitar, tambura
- Charlie Watts - bateria
- Dave Mason - shehnai
- Nicky Hopkins - piano

## Lançamento
Lançada como principal single de Beggars Banquet em 31 de agosto de 1968 nos Estados Unidos, Street Fighting Man tornou-se popular mas não conseguiu entrar no Top 40 da Billboard (#48) por causa do banimento que sofreu de diversas rádios, por ser considerada subversiva. Esta atitude foi reforçada pela canção ter sido lançada durante a semana em que ocorreram os distúrbios causados pela Convenção Nacional Democrata de 1968, em Chicago.
Isto causou deleite em Mick Jagger:"Estou realmente feliz em saber que as rádios baniram a música. A última vez que fizeram isso com uma de nossas músicas na América, ela vendeu um milhão de cópias." Informado de que o motivo é que achavam que a música era subversiva, ele respondeu:"Mas é claro que ela é subversiva! É estúpido você imaginar que pode começar uma revolução por causa de uma música. Quem dera ela pudesse!" Keith entrou no debate dizendo que o fato de algumas estações de rádio de Chicago terem banido a canção "mostra o quanto eles são paranóicos". Ao mesmo tempo em que isso acontecia, eles continuavam a ser requisitados para fazer shows ao vivo:"Se você realmente quer nos ver causando problemas, nós podemos fazer algumas aparições nos palcos. Nós somos mais subversivos ao vivo".
A versão da single nos EUA, gravada em mono com um overdub adicional no coro, é diferente da versão constante no álbum. O lado B dela nos EUA foi No Expectations, que não foi lançada no Reino Unido até 1971. Ela foi incluída em vários álbuns de compilações como Hot Rocks 1964–1971, Through the Past, Darkly (Big Hits Vol. 2), Singles Collection: The London Years e Forty Licks. Uma marco nos shows ao vivo dos Stones desde a turnê norte-americana de 1969, que desaguou no famoso concerto grátis em Altamont, na Califórnia, com a morte de um espectador negro pelos Hells Angels, ela consta também em três álbuns ao vivo da banda, Get Yer Ya-Ya's Out! , Stripped e Live Licks.

## Legado
Street Fighting Man teve versões feitas por vários artistas como Rod Stewart, Ramones, Motley Crue e Oasis. Uma de suas versões mais populares é a do Rage Against the Machine, que consta em seu álbum Renegades (álbum de Rage Against the Machine), de 2000.
Pete Townshend certa vez declarou que a estrutura rítmica em staccato da canção foi a inspiradora de I'm Free, do álbum Tommy.
O filme cult V de Vingança também a utiliza em seus créditos finais, assim como a animação Fantastic Mr Fox. O time de hóquei sobre o gelo Buffalo Sabres usa a canção como seu hino não-oficial, tocando-a sempre que entra na quadra em seu estádio First Niagara Center.